# Maci Laci (televíziós sorozat, 1988)
A Maci Laci vagy Maci Laci show (eredeti cím: The New Yogi Bear Show / Hanna-Barbera's Yogi Bear Show) 1988-ban futott amerikai televíziós rajzfilmsorozat, amelyet a Hanna-Barbera készített. A tévéfilmsorozat forgalmazója a Warner Bros. Műfaját tekintve filmvígjáték-sorozat. Amerikában szindikációs sugárzás keretében volt látható, Magyarországon a TV2 és a Boomerang vetítette.

## Szereplők
| Szereplő        | Szereplő         | Eredeti hang  | Magyar hang     |
| magyarul        | angolul          | Eredeti hang  | Magyar hang     |
| --------------- | ---------------- | ------------- | --------------- |
| Maci Laci       | Yogi Bear        | Greg Burson   | Konrád Antal    |
| Bubu            | Boo Boo          | Don Messick   | Fekete Zoltán   |
| Smith vadőr     | Ranger Smith     | Don Messick   | Varga T. József |
| Cindy Maci      | Cindy Bear       | Julie Bennett | Kiss Erika      |
| Roubideux vadőr | Ranger Roubideux | Peter Cullen  | Orosz István    |
| Ninja Mosómedve | Ninja Raccoon    | Frank Welker  | Bartucz Attila  |

- További magyar hangok: Árkosi Kati, Bartucz Attila, Besenczi Árpád, Bodrogi Attila, Cs. Németh Lajos, Csere Ágnes, Csuha Lajos, Csuja Imre, Faragó András, Forgács Gábor, Garai Róbert, Halász Aranka, Imre István, Kardos Gábor, Katona Zoltán, Koroknay Géza, Kránitz Lajos, Lázár Sándor, Makay Sándor, Némedi Mari, Pálfai Péter, Roatis Andrea, Rudas István, Seszták Szabolcs, Simonyi Piroska, Sótonyi Gábor, Szatmári Attila, Szvetlov Balázs, Varga Tamás, Várkonyi András, Vizy György, Wohlmuth István

## Évados áttekintés
| Évad | Évad | Epizódok | Eredeti sugárzás     | Eredeti sugárzás   | Magyar sugárzás | Magyar sugárzás |
| Évad | Évad | Epizódok | Évadpremier          | Évadfinálé         | Évadpremier     | Évadfinálé      |
| ---- | ---- | -------- | -------------------- | ------------------ | --------------- | --------------- |
|      | 1    | 15 (45)  | 1988. szeptember 12. | 1988. november 11. |                 |                 |

## 1. évad
| #  | Eredeti cím                     | Magyar cím                         | Eredeti premier      | Magyar premier |
| -- | ------------------------------- | ---------------------------------- | -------------------- | -------------- |
| 1  | Kahuna Yogi                     | Maci kahuna                        | 1988. szeptember 12. |                |
| 1  | Grin & Bear It                  | Légy értelmes, lesz élelmed!       | 1988. szeptember 13. |                |
| 1  | Board Silly                     | Fifikás gördeszkás                 | 1988. szeptember 14. |                |
| 2  | Shine on Silver Screen          | A filmvászon csillaga              | 1988. szeptember 15. |                |
| 2  | Buffalo'd Bear                  | Megfélemlített medvék              | 1988. szeptember 16. |                |
| 2  | The Yolks on Yogi               | Maci Laci és a tojás               | 1988. szeptember 19. |                |
| 3  | Yogi De Beargerac               | Cyrano de Maci Laci                | 1988. szeptember 20. |                |
| 3  | Bearly Sick                     | Medvekór                           | 1988. szeptember 21. |                |
| 3  | Bear Exchange                   | Medvecsere                         | 1988. szeptember 22. |                |
| 4  | To Bear is Human                | A medve is ember                   | 1988. szeptember 23. |                |
| 4  | Slim & Bear It                  | Fogyókúra-tortúra                  | 1988. szeptember 26. |                |
| 4  | Old Biter                       | Öreg harap, örök harag             | 1988. szeptember 27. |                |
| 5  | Pokey the Bear                  | Pokey, a hős                       | 1988. szeptember 28. |                |
| 5  | Shadrak Yogi                    | Maci, a mágus                      | 1988. szeptember 29. |                |
| 5  | Bruise Cruise                   | Nyavalyás nyaralás                 | 1988. szeptember 30. |                |
| 6  | Bear Obedience                  | Mintamackók                        | 1988. október 3.     |                |
| 6  | Come Back, Little Boo Boo       | Jöjj vissza, kicsi Bubu            | 1988. október 4.     |                |
| 6  | La Bamba Bear                   | Ki mit tud?                        | 1988. október 5.     |                |
| 7  | Clucking Crazy                  | Agycserés támadás                  | 1988. október 6.     |                |
| 7  | Misguided Missile               | Titkos küldetés                    | 1988. október 7.     |                |
| 7  | Double Trouble                  | Dublőr malőr                       | 1988. október 10.    |                |
| 8  | Attack of the Ninja Raccoon     | A ninja mosómedve támadása         | 1988. október 11.    |                |
| 8  | Biker Bear                      | Motoros medve                      | 1988. október 12.    |                |
| 8  | Bearly Buddies                  | Medvebarátság                      | 1988. október 13.    |                |
| 9  | Predaterminator                 | A prédaterminátor                  | 1988. október 14.    |                |
| 9  | Little Lord Boo Boo             | Bubu, a kis Lord                   | 1988. október 17.    |                |
| 9  | Yogi the Cave Bear              | Maci, az ősmedve                   | 1988. október 18.    |                |
| 10 | Little Big Foot                 | Kis Nagyláb                        | 1988. október 19.    |                |
| 10 | Top Gun Yogi                    | Harci Maci                         | 1988. október 20.    |                |
| 10 | The Hopeful Diamond             | A nagy gyémántrablás               | 1988. október 21.    |                |
| 11 | Real Bears Don't Eat Quiche     | A zöldszemű szörny                 | 1988. október 24.    |                |
| 11 | Slippery Smith                  | Sikertelen iker                    | 1988. október 25.    |                |
| 11 | In Search of the Ninja Raccoon  | A ninja mosómedve birodalma        | 1988. október 26.    |                |
| 12 | Balloonatics                    | Légi kalózok                       | 1988. október 27.    |                |
| 12 | The Big Bear Ballet             | A nagy medvebalett                 | 1988. október 28.    |                |
| 12 | Blast Off Bears                 | Rakétakilövés macikkal             | 1988. október 31.    |                |
| 13 | Battle of the Bears             | Ha harc, hát legyen harc!          | 1988. november 1.    |                |
| 13 | Bringing Up Yogi                | Maci Laci apuci                    | 1988. november 2.    |                |
| 13 | Unbearable                      | A nagy medvetúra                   | 1988. november 3.    |                |
| 14 | Banjo Bear                      | Banjo Medve                        | 1988. november 4.    |                |
| 14 | Boxcar Pop                      | Poggyászkocsis papa                | 1988. november 7.    |                |
| 14 | Yogi Meets the Mummy            | Maci Laci és a múmia               | 1988. november 8.    |                |
| 15 | Ninja Raccoon, The Final Shogun | A ninja mosómedve: Az utolsó sógun | 1988. november 9.    |                |
| 15 | The Not So Great Escape         | A nem túl lángész szabadulóművész  | 1988. november 10.   |                |
| 15 | My Buddy Blubber                | Blubber, örök haver                | 1988. november 11.   |                |